# Модо, Мишель
Мишель Модо (фр. Michel Modo; настоящее имя (фр. Henri Louis Goi); 30 марта 1937, Карпантрас — 24 сентября 2008, Вэр-сюр-Марн) — французский актёр и конферансье.

## Биография
Родился 30 марта 1937 года в городе Карпантрасе, во Франции.
Получил известность во Франции в конце 1950-х годов как участник эстрадного комедийного дуэта «Гроссо и Модо» с актёром Ги Гроссо, с которым снялся в многочисленных фильмах с Луи де Фюнесом в главных ролях. В том числе, в серии фильмов о жандармах из Сен-Тропе, в которых он сыграл роль жандарма Берлико.
Дебютировал Мишель Модо эпизодической ролью рабочего-словака в комедии Прекрасная американка (1961, реж. Робер Дери и Пьер Черния).
Многим зрителям актёр запомнился по уморительной роли косоглазого немца в великолепной военной комедии Жерара Ури Большая прогулка (1966). Из телевизионных работ Мишеля Модо выделяется сыгранная с мягким юмором роль Мориса в сериале Горец (1992—1998).
Мишель Модо — автор сценариев комедий, в том числе фильма с участием Луи де Фюнеса Маленький купальщик (1968, реж. Робер Дери), в котором исполнил эпизодическую роль работника маяка. Модо так же мастер озвучивания анимационных фильмов.
Был женат дважды. Мишель поздно стал отцом: в первый раз — в 55 лет.
Трое детей: Бэнджемин, Эллеот и Виктор.
Умер от рака 24 сентября 2008 года в Вэр-Сюр-Марн, Сена и Марна, Франция.

## Избранная фильмография
| Год  |   | Русское название           | Оригинальное название               | Роль                     |
| ---- | - | -------------------------- | ----------------------------------- | ------------------------ |
| 1961 | ф | Прекрасная американка      | La Belle Américaine                 | словак                   |
| 1961 | ф | Всё золото мира            | Tout l’or du monde                  | Фред                     |
| 1963 | ф | Цепная реакция             | Carambolages                        | почтальон                |
| 1964 | ф | Жандарм из Сен-Тропе       | Le Gendarme De Saint-Tropez         | жандарм Жюль Берлико     |
| 1965 | ф | Разиня                     | Le Corniaud                         | таможенник               |
| 1965 | ф | Жандарм в Нью-Йорке        | Le Gendarme à New York              | жандарм Жюль Берлико     |
| 1966 | ф | Большая прогулка           | La Grande Vadrouille                | косоглазый солдат        |
| 1966 | ф | Ресторан господина Септима | Le Grand Restaurant                 | Маленький Роже, официант |
| 1968 | ф | Жандарм женится            | Le Gendarme se marie                | жандарм Жюль Берлико     |
| 1968 | ф | Маленький купальщик        | Le Petit Baigneur                   | служитель маяка          |
| 1970 | ф | Жандарм на прогулке        | Le Gendarme en Balade               | жандарм Жюль Берлико     |
| 1979 | ф | Жандарм и инопланетяне     | Le Gendarme Et Les Extra-Terrestres | жандарм Жюль Берлико     |
| 1980 | ф | Скупой                     | L'Avare                             | Мерлуш, слуга Гарпагона  |
| 1982 | ф | Жандарм и жандарметки      | Le Gendarme et Les Gendarmettes     | жандарм Жюль Берлико     |
| 1998 | ф | Красотки                   | Bimboland                           | Аристид Роместан         |
| 2006 | ф | Полтергей                  | Poltergay                           | хозяин бара              |